# Asliddin Khabiboullaïev
Asliddin Khaïruloïevitch Khabiboullaïev (tadjik : Аслиддин Хайруллоевич Хабибуллаев), né le 5 mars 1971 en RSS du Tadjikistan, aujourd'hui Tadjikistan, est un joueur de football international tadjik qui évoluait au poste de gardien de but, avant de devenir ensuite entraîneur.

## Biographie

### Carrière de joueur

#### Carrière en club
Asliddin Khabiboullaïev joue au Tadjikistan et en Ouzbékistan.

#### Carrière en sélection
Asliddin Khabiboullaïev reçoit 24 sélections en équipe du Tadjikistan entre 1999 et 2006.
Il participe avec cette équipe à l'AFC Challenge Cup en 2006. Le Tadjikistan remporte cette compétition en battant le Sri Lanka en finale.

## Palmarès

### Palmarès de joueur
| Vakhsh Qurghonteppa \| - Championnat du Tadjikistan (2) : - Champion : 1997 et 2005. - Vice-champion : 2004. - Coupe du Tadjikistan (2) : - Vainqueur : 1997 et 2003. - Finaliste : 2002 et 2005. \| \| - Coupe du président de l'AFC : - Finaliste : 2006. \| |  | BDA Douchanbé - Championnat du Tadjikistan (1) : - Champion : 1999. - Coupe du Tadjikistan (1) : - Vainqueur : 1999. |
| - Championnat du Tadjikistan (2) : - Champion : 1997 et 2005. - Vice-champion : 2004. - Coupe du Tadjikistan (2) : - Vainqueur : 1997 et 2003. - Finaliste : 2002 et 2005.                                                                                     |  | - Coupe du président de l'AFC : - Finaliste : 2006.                                                                  |

| - Championnat du Tadjikistan (2) : - Champion : 1997 et 2005. - Vice-champion : 2004. - Coupe du Tadjikistan (2) : - Vainqueur : 1997 et 2003. - Finaliste : 2002 et 2005. |  | - Coupe du président de l'AFC : - Finaliste : 2006. |

### Palmarès d'entraîneur
Vakhsh Qurghonteppa
- Championnat du Tadjikistan (1) :
  - Champion : 2009.